# Grillby
Grillby ist ein Ort in der schwedischen Gemeinde Enköping in der Provinz Uppsala län. Er liegt etwa 12 Kilometer außerhalb der Stadt Enköping.
Es gibt zwei größere Sportbetriebe, IK Nordia und Grillby Flames IBK.